# Homoneura armata
Homoneura armata är en tvåvingeart som först beskrevs av Malloch 1925.  Homoneura armata ingår i släktet Homoneura och familjen lövflugor. Inga underarter finns listade i Catalogue of Life.